# Christine Sylvester

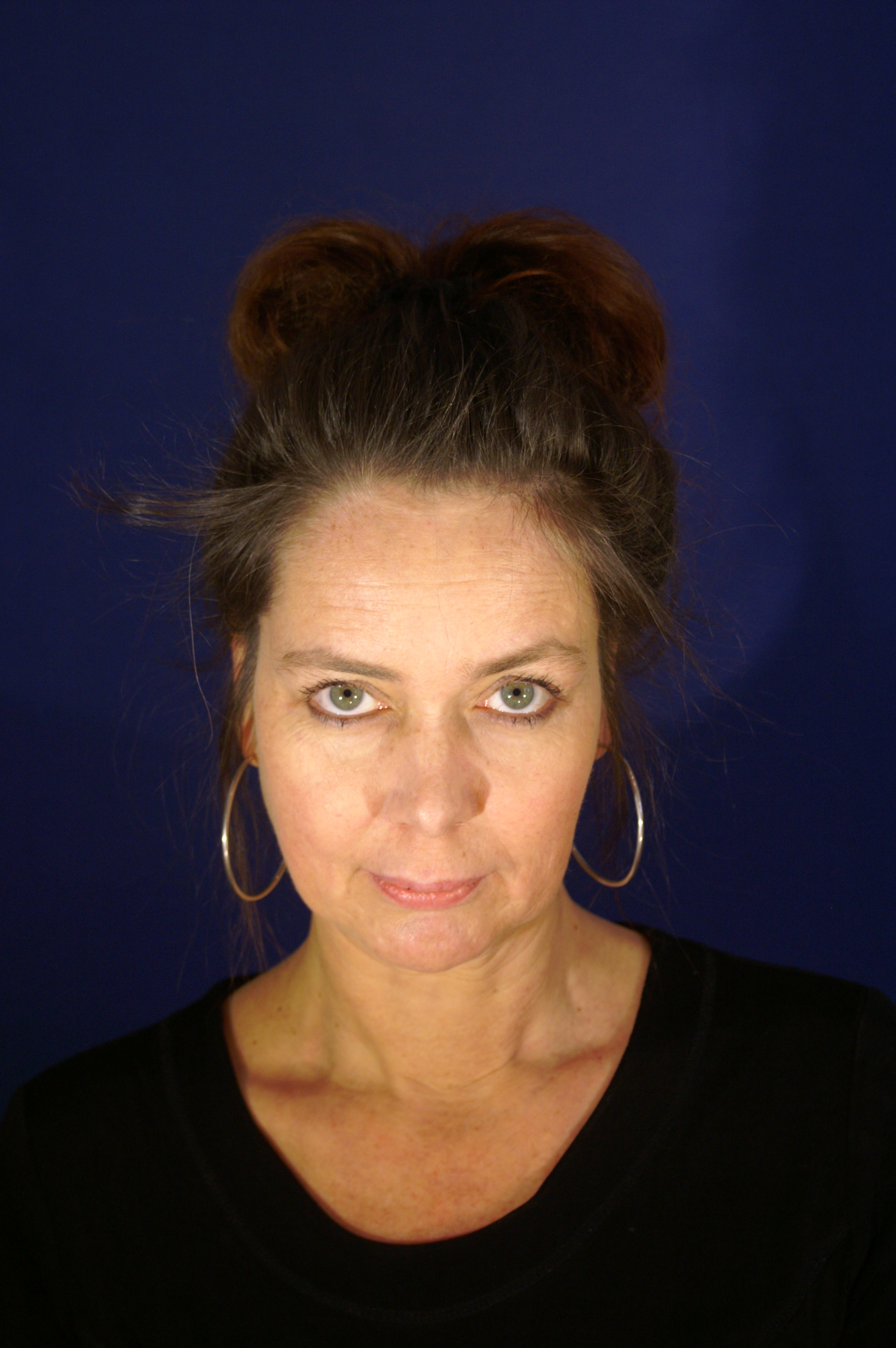
Christine Sylvester, 2014

Christine Sylvester (* 16. April 1969 in Bielefeld) ist eine deutsche Autorin.
Sie ist Diplomjournalistin und Lehrerin für Ethik, Deutsch, Sozialkunde/Gemeinschaftskunde, Geschichte und Medienpädagogik. Sie lebt in Dresden. Als freie Autorin schreibt sie vor allem Belletristik.

## Veröffentlichungen
Romane
- Barocke Engel. 3. Auflage. Kahl, Dresden 2010.
- Muschebubu. Kahl, Dresden 2008, ISBN 978-3-938916-13-1.
- Oh du tödliche - Lale Petersen ermittelt, Kahl, Dresden 2010, ISBN 978-3-938916-16-2.
- Sachsen-Sushi. Gmeiner, Meßkirch 2011, ISBN 978-3-8392-1208-0.
- PsychopathenPolka. Sutton Verlag, Erfurt 2014, ISBN 978-3-95400-320-4.
- Schattenleben. Emons Verlag, Köln 2014, ISBN 978-3-95451-306-2.
- Neue Meister, alte Sünden - Kökkenmöddingers erster Fall, Verlag Bild und Heimat, Berlin 2015
- Adel verzichtet - Kökkenmöddingers zweiter Fall, Verlag Bild und Heimat, Berlin 2016
- Ganovenblues - Kökkenmöddingers dritter Fall, Verlag Bild und Heimat, Berlin 2018
- Allerlei Leipzig - Lale Petersen geht fremd, Worttakt Verlag, Dresden 2018
- Ferien mal anders. Kinderroman, Worttakt Verlag, Dresden 2018
- Ach Emil. Jugendroman, Worttakt Verlag, Dresden 2018
- Jaspis Fanal. Roman, Worttakt Verlag, Dresden 2018

Kriminaltheater
- Pätschwörk. Theaterverlag adspecta, 2012.